# Західна Фрисландія
Західна Фрисландія (нід. West-Friesland, фриз. West-Fryslân, Westfriesland, англ. West Friesland, West Frisia) — культурний та історичний регіон на території провінції Нідерландів Північна Голландія.

## Історичний регіон
Історично Західна Фрисландія займала всю північну частину Північної Голландії, відокремлену від решти Фрисландії (Фризії) затокою Зейдерзе.

## Культурний регіон в сучасних Нідерландах
В сучасних Нідерландах існує культурний регіон «Західна Фрисландія», що займає лише частину однойменної історичної області (в основному, південну), який на сході омивається водами Ейсселмера, з півдня — Маркермера, а на заході обмежений муніципалітетом Алкмару (частина цього міста також відносять до даного регіону).
Включає в себе 13 муніципалітетів. Населення — 385 тис. осіб, територія — 781,8 км² (суходіл — 507,3 км²). Переважає нідерландська мова, західно-фризькі діалекти поширені більше серед людей старшого покоління.
Для збереження культурної спадщини західних фризів в 1924 році була створена Західнофризька асоціація (Westfries Genootschap). Також існує архів Західної Фрисландії, де зберігаються багато документів та книги, найдавніші з них датуються XIV століттям.
Крім Алкмара, найважливіший місто — Горн, який раніше був важливим морським портом, але після побудови дамби Афслютдейк великі судна не можуть підходити до нього.
Сьогодні Західна Фрисландія — переважно сільськогосподарський регіон. Також на узбережжі Ейсселмера і Маркермер розташовані місця для відпочинку.